# Artistes et Modèles (film, 1937)
Pour les articles homonymes, voir Artistes et Modèles et Artists and Models.
Pour plus de détails, voir Fiche technique et Distribution.
Artistes et Modèles (titre original : Artists & Models ou Artists and Models) est un film américain réalisé par Raoul Walsh, sorti en 1937.

## Synopsis
Mac Brewster, de l'agence de publicité Brewster, est nommé président du bal Artistes et Modèles et doit choisir une reine pour la soirée. En échange d'un million de dollars de campagne publicitaire, Mac promet à Alan Townsend, de Townsend Silver, que la reine du bal sera la "Townsend Silver Girl". Mac promet alors à sa petite amie, Paula Sewell, un modèle d'origine modeste, qu'elle aura le titre. Alan de son côté a rencontré Cynthia Wentworth, de Park Avenue, et lui décerne le titre de Townsend Girl. Mac, pendant ce temps, demande Paula en mariage et ils se fiancent. Considérant qu'elle a les capacités pour poser pour Alan, Paula se rend à Miami sous le faux nom de Paula Monterey. Paula fait du charme à Alan, et après avoir dansé ils font ensemble un plongeon dans la piscine à minuit, ce qui pousse Alan à surnommer Paula Cendrillon. Pendant ce temps, Mac a rencontré Cynthia et, en apprenant qu'elle est une des Wentworth de Park Avenue, il l'a nommé Townsend Girl. À Miami, Paula se fait toujours passer pour une jeune femme de la bonne société et Alan la désigne comme Townsend Girl. Les deux couples se retrouvent à Miami, et Mac apprend qu'Alan a déjà promis le travail à Paula, dont il est tombé amoureux. Plus tard, Paula rompt ses fiançailles avec Mac, en lui avouant son amour pour Alan. La mère d'Alan découvre alors que Paula est un modèle professionnel, faisant ainsi penser à Alan qu'elle a voulu se servir de lui. 
Deux mois plus tard, lors du bal, tout s'arrangera et les deux jeunes femmes repartiront avec leurs amoureux, Paula avec Alan et Cynthia avec Mac.

## Fiche technique
- Titre original : Artists & Models ou Artists and Models
- Titre français : Artistes et Modèles
- Réalisation : Raoul Walsh
- Scénario : Walter DeLeon, Francis Martin, d'après une histoire de Sig Herzig et Gene Thackrey
- Adaptation : Eve Greene, Harlan Ware
- Direction artistique : Hans Dreier, Robert Usher
- Décors : A. E. Freudeman
- Costumes : Travis Banton
- Photographie : Victor Milner
- Son : Harold Lewis, Louis Mesenkop
- Montage : Ellsworth Hoagland et Alma Macrorie
- Mise en scène des numéros musicaux : Vincente Minnelli ("Public Melody No. 1"), LeRoy Prinz
- Production : Lewis E. Gensler
- Production déléguée : William LeBaron
- Société de production : Paramount Pictures
- Société de distribution : Paramount Pictures
- Pays de production :  États-Unis
- Langue originale : anglais
- Format : noir et blanc — 35 mm — 1,37:1 —  son Mono (Western Electric Mirrophonic Recording)
- Genre : Comédie et film musical
- Durée : 97 minutes
- Dates de sortie : 
  - États-Unis : 4 août 1937
  - France : 29 septembre 1937
  - Belgique : 14 janvier 1938

## Distribution
- Jack Benny : Mac Brewster
- Ida Lupino : Paula Sewell
- Richard Arlen : Alan Townsend
- Gail Patrick : Cynthia Wentworth
- Ben Blue : Jupiter Pluvius II
- Judy Canova : Toots
- Cecil Cunningham : Stella
- Donald Meek : Dr Zimmer
- Hedda Hopper : Mme Townsend, la mère d'Alan
- Edward Earle (non crédité) : Flunky

et dans leur propre rôle
- Louis Armstrong et son orchestre

## Chansons du film
- Whispers in the Dark :  paroles et musique de Leo Robin et Frederick Hollander
- Public Melody No. 1 : paroles de Ted Koehler, musique de Harold Arlen, interprété par Martha Raye et Louis Armstrong
- Mister Esquire : paroles de Ted Koehler, musique de Victor Young
- Pop Goes the Bubble, Soap Gets in My Eyes, Stop! You're Breaking My Heart : paroles de Ted Koehler, musique de Ralph Rainger
- Sasha, Pasha Opening : paroles et musique de The Yacht Club Boys et Ted Koehler

## Récompenses et distinctions
- Oscars 1938 :  nomination de "Whispers in the Dark" pour l'Oscar de la meilleure chanson originale

## Autour du film
- Le fait que le numéro Public Melody No. 1 ait été interprété par Martha Raye, accompagnée de Louis Armstrong et son orchestre, fut très mal considéré par certains à l'époque, certains distributeurs allant même jusqu'à menacer de couper cette scène de cabaret où une chanteuse blanche chante avec un orchestre noir[1].